# مارکو بالدینتی
مارکو بالدینتی (ایتالیایی: Marco Baldineti؛ زادهٔ ۶ ژوئیهٔ ۱۹۶۰) بازیکن واترپلو اهل ایتالیا بود. وی در بازی‌های المپیک تابستانی ۱۹۸۴ شرکت کرده‌است.